# Henriëtte Asscher
Henriëtte Asscher (1858-1933) foi uma pintora holandesa.

## Biografia
Asscher nasceu no dia 18 de julho de 1858 em Amsterdão. Ela estudou na Rijksakademie van beeldende kunsten (Academia Estadual de Belas Artes) e na Rijksnormaalschool voor Teekenonderwijzers (Escola Normal Nacional de Professores de Desenho). Os seus professores incluíam Eduard Frankfort.
Ela era membro da Vereeniging Sint Lucas Amsterdam (Associação de Artistas de Amsterdão de Sint Lucas) e da sociedade de artistas Arti et Amicitiae. Os seus alunos incluíram Charlotte Pothuis e Hendrika Van Gelder.
Asscher faleceu no dia 9 de abril de 1933, em Amsterdão.

## Galeria

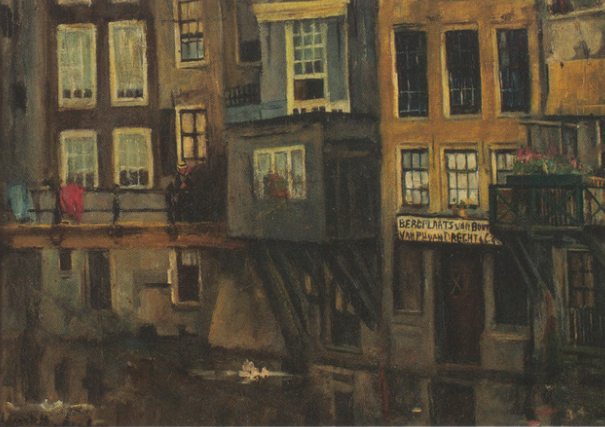
Een brokje Amsterdam
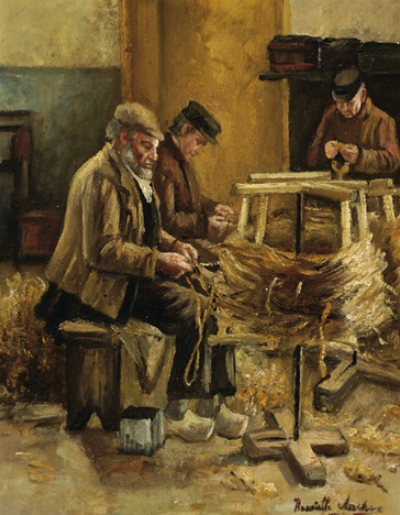
Fabricantes de vassouras